# جون ديفيز (قسيس)
جون ديفيز (بالإنجليزية: John Davies)‏ هو قسيس بريطاني، ولد في 6 فبراير 1953 في نيوبورت في المملكة المتحدة.